# Selkupština
Selkupština se řadí do uralské jazykové rodiny, konkrétněji do skupiny samojedských jazyků, které se dále rozdělují na severní a jižní samojedské jazyky. Do severních se řadí nganasanština, enečtina a něnečtina, a z jižních dnes zůstává živá pouze selkupština.  „Selkupštinou se mluví na území Sibiře kolem řeky Taz a mezi řekami Ob a Jenisej“.
K selkupskému etniku se dle sčítání lidu z roku 2010 hlásilo 3 900 osob. Centrálním dialektem (na základě sčítání z roku 2007) hovořilo 200, severním 1 000 - 1 500 a jižním méně než 100 osob. „V selkupštině rozlišujeme tři základní dialekty - tazovský (severní), tymský (centrální) a keťský (jižní).“

## Fonologie
Abeceda je v selkupštině složena z dvaceti pěti grafémů pro vokály a šestnácti grafémů pro konsonanty.
|         | Předopatrové   | Středopatrové | Zadopatrové |
| Vysoké  | i ii І ІІ ü üü | ї її          | u uu        |
| Střední | e ee ɛ ɛɛ      | ë ëë          | o oo åå     |
| Nízké   | ä ää           | -             | a aa        |

| Explozívy  | p t k q |
| Nosovky    | m n ń ŋ |
| Afrikáta   | č       |
| Frikativy  | s š     |
| Laterály   | l l'    |
| Vibranta   | r       |
| Polovokály | w j     |

## Morfologie
Selkupština patří mezi aglutinační jazyky, stejně jako většina uralských jazyků.
Příklad aglutinace můžeme vidět např. při tvoření kondicionálu přidáním sufixu mmä u slovesa qo.
| 1. sg. qo-mmä-k      | 2. sg. qo-mmä-ntï    | 3. sg. qo-mmä         |
| 1. sg. obj. qo-mmä-n | 2. sg. obj. qo-mmä-l | 3. sg. obj. qo-mmä-tï |

Příkladem flexe jsou např. koncovky osob u časování sloves, které označují nejen osobu, ale zároveň i číslo. Ukázka na minulém času slovesa qo.
| 1. osoba singuláru | qoo-s-ak    |
| 1. osoba duálu     | qoo-s-ïmmII |
| 1. osoba plurálu   | qoo-s-ïmït  |

Příkladem izolace je používání postpozic.
poo-n ïlqïn pod stromem

### Substantiva
„Substantiva nerozlišují rod, jejich hlavní rozdělení je na živá a neživá. Těm, která označují životnost, chybí tvary lokativu a elativu." Například v jednom ze sub dialektů severní selkupštiny (Midlle Taz) je tato absence jediné morfologické rozlišení mezi životností a neživotností. „Deklinačními kategoriemi jsou číslo (singulár, duál, plurál), pád a posesivita.“ „Posesivní tvary rozlišují vlastníka ve 3 osobách a 3 číslech pomocí posesivních sufixů ve dvou sériích, jedna se používá ve spojení s nominativem, druhá se všemi objektovými pády.“
|                | 1. sg.    | 2. sg.    | 3. sg. | 1. d. | 2. d | 3. d. | 1. pl. | 2. pl. | 3. pl. |
| Nominativ      | -MÏ -(A)M | -LÏ -(A)L | -TÏ    | -MII  | -LII | -TII  | -MÏT   | -LÏT   | -TÏT   |
| Objektové pády | -Ï        | -TÏ       | -TÏ    | -II   | -TII | -TII  | -ÏT    | -TÏT   | -TÏT   |

| Název pádu       | Koncovka                                    |
| 1. Nominativ     | bez koncovky                                |
| 2. Genitiv       | -n                                          |
| 3. Akuzativ      | -m                                          |
| 4. Instrumentál  | -sä                                         |
| 5. Karitiv       | -kåålїn / -kåål                             |
| 6. Translativ    | -qo                                         |
| 7. Koordinativ   | -šjan                                       |
| 8. Dativ-Allativ | -nїn                                        |
| 9. Illativ       | -ntɨ / -tɨ                                  |
| 10. Lokativ      | -qїn                                        |
| 11. Elativ       | -qїnї                                       |
| 12. Prolativ     | -mїn                                        |
| 13. Vokativ      | prodloužený poslední vokál nebo přidání -ëë |

### Slovesa
Slovesa rozlišují číslo – singulár, duál a plurál, a osoby – první, druhou, třetí, které se tvoří pomocí flexe, a to přidáváním příslušných koncovek. Slovesa také rozlišují dva typy konjugace – subjektivní a objektivní. To znamená, že tvary sloves se mění v závislosti na tom, zda je ve větě objekt nebo ne. „Konjugačními kategoriemi jsou osoba, číslo, čas, způsob a typ konjugace.“
| Slovesný způsob | Znak způsobu                                                                                |
| Indikativ       | nemá                                                                                        |
| Kondicionál     | sufix –mmä (vokalický kmen) / -mä (konsonantní kmen)                                        |
| Subjunktiv      | částice ɛnä                                                                                 |
| Auditiv         | sufix –kunä                                                                                 |
| Debitiv         | sufix -psååt (vokalický kmen) / -sååt (konsonantní kmen)                                    |
| Optativ         | sufix -lä (často s pre-/postpozicí sä)                                                      |
| Imperativ       | nemá specifický sufix, ale vyznačuje se určitými příponami pro 2. a 3. osoby                |
| Latentiv        | sufix -nt (často v kombinaci s prepozicí na), -t (konsonantní kmen), ∅ (kmen končící na -r) |

V selkupštině se rozlišuje přítomný, budoucí a dva minulé časy. Tvoří se pomocí sufixů, které se připojují ke kmeni slovesa. Přítomný čas nemá svůj zvláštní sufix, ale mezi kmen a koncovku osoby se vkládá -n- /-ŋ-. „Znakem minulého času je sufix -s, pro vyprávěcí minulý čas se používají sufixy -mp po konsonantním kmeni a -p po vokalickém kmeni.“„Sufixy pro budoucí čas jsou -t, -nt, -ɛnt, -tɛnt a jejich volba závisí na fonetické stavbě kmene, ke kterému se připojují.“ Nejprve se ke kmeni připojují sufixy způsobu, za ně sufixy značící čas a za nimi následují koncovky příslušné osoby.
Př.: Časování slovesa qo v indikativu présentu v singuláru (objektivní časování je ve všech osobách) 
| 1. sg. 1. sg. obj | qoŋak qoŋam   |
| 2. sg. 2. sg. obj | qoŋantї qoŋal |
| 3. sg. 3. sg. obj | qoŋa qoŋїtї   |

Př.: Časování slovesa qo v indikativu présentu v duálu (objektivní časování pouze ve 3. osobě) 
| 1. d.           | qoŋїmІІ ~ qoŋɛj |
| 2. d.           | qoŋїlІІ         |
| 3. d. 3. d. obj | qoŋååqI qoŋїtII |

Př.: Časování slovesa qo v indikativu présentu v plurálu 
| 1. pl. | qoŋїmїt  |
| 2. pl. | qoŋїlїt  |
| 3. pl. | qoŋååtїt |

Derivace se používá při tvorbě tranzitivních a intranzitivních, kauzativních (sufixy =RALTÏ-, =TALTÏ-, =LJLJALTÏ-, =ALLALT) či reflexivních tvarů sloves (sufixy =Ï-, =ČJÏ-, =II-, =ILJČJÏ-). Také se používá pro vyjádření způsobu slovesného děje (Aktionsart).
Kromě určitých (finitních) tvarů sloves má selkupština i neurčité (nefinitní) tvary, do nichž se řadí infinitivy, participia či verbální substantiva.
„Pro tvoření záporu v selkupštině existují 4 záporné částice (ašša, ɨkɨ, čääɳka, ńetu) a 2 záporná slovesa (čääɳkigo, tačalqo). To, která z možností se použije, závisí na typu věty.“

## Syntax
„Nejběžnější slovní pořádek ve větě je ve složení subjekt – objekt – verbum.“
Finitní a nefinitní věty se liší tvarem subjektu, „ve finitní větě je subjekt v nominativu, kdežto v nefinitní větě v genitivu. Přímý objekt je buď v akuzativu, nebo nominativu.“

## Příklady

### Číslovky
| Selkupsky    | Česky |
| oккыp        | jeden |
| шэд          | dva   |
| нaгyp        | tři   |
| тэт          | čtyři |
| coмблa       | pět   |
| ceльдь       | šest  |
| нaдa         | sedm  |
| шэдтятгвэт   | osm   |
| oккыpтятгвэт | devět |
| кöт          | deset |